# 11e flotte aérienne (Marine impériale japonaise)
La 11e flotte aérienne (第十一航空艦隊, Dai-Jūichi Kōkū Kantai) est un groupement d'unités d'aviation navale et de surface créées par la marine impériale japonaise pendant la Seconde Guerre mondiale.

## Affectations et composants
| Date                       | Unité supérieure                             | Unités inférieures |                                              |
| -------------------------- | -------------------------------------------- | --- | -------------------------------------------- |
| 15 janvier 1941 (original) | Flotte combinée                              | 21e flottille aérienne, 22e flottille aérienne, 24e flottille aérienne |                                              |
| 10 décembre 1941           | Flotte combinée                              | 21e flottille aérienne, 22e flottille aérienne, 23e flottille aérienne, DesDiv. 34 : destroyers Akikaze, Hakaze, Tachikaze ; transports aériens auxiliaires Keiyō Maru, Lyons Maru, Kamogawa Maru, Amagisan Maru, Nikkoku Maru, Tatsugami Maru, Hinō Maru No. 5, Nana Maru 1er FNSD de Yokosuka, 2e FNSD de Yokosuka     |                                              |
| 14 juillet 1942            | Flotte combinée                              | 22e flottille aérienne, 24e flottille aérienne, 25e flottille aérienne, 26e flottille aérienne, DesDiv. 34 : transports aériens auxiliaires Lyons Maru, Keiyō Maru, Nagoya Maru |                                              |
| 24 décembre 1942           | Flotte de la zone sud-est                    | 22e flottille aérienne, 24e flottille aérienne, 25e flottille aérienne, 26e flottille aérienne, Atsugi NAG, Toyohashi NAG, 802e NAG, Transport d'hydravions Akitsushima ; destroyers Akikaze, Tachikaze ; transports aériens auxiliaires Lyons Maru, Keiyō Maru, Nagoya Maru, Goshū Maru, Mogamigawa Maru, Fujikawa Maru |                                              |
| 1er janvier 1944           | Flotte de la zone sud-est                    | 25e flottille aérienne, 26e flottille aérienne, 151e NAG, Transport d'hydravions Akitsushima ; destroyers Akikaze, Tachikaze |                                              |
| 15 août 1944               | Flotte de la zone sud-est                    | 958e NAG, 105e unité de base aérienne |                                              |
| 6 septembre 1945           | Reddition aux forces australiennes à Rabaul. | Reddition aux forces australiennes à Rabaul. | Reddition aux forces australiennes à Rabaul. |

## Commandants
|   | Rang        | Nom               | Date              | Remarque, poste supplémentaire             |
| - | ----------- | ----------------- | ----------------- | ------------------------------------------ |
| 1 | Vice-amiral | Eikichi Katagiri  | 15 janvier 1941   |                                            |
| 2 | Vice-amiral | Nishizō Tsukahara | 10 septembre 1941 |                                            |
| 3 | Vice-amiral | Jinichi Kusaka    | 1 octobre 1942    |                                            |
| 3 | Vice-amiral | Jinichi Kusaka    | 24 décembre 1942  | Commandant de la flotte de la zone sud-est |

## Chefs d'état-major
|   | Rang                      | Nom                | Date                             | Remarque, poste supplémentaire                                                      |
| - | ------------------------- | ------------------ | -------------------------------- | ----------------------------------------------------------------------------------- |
| 1 | Contre-amiral             | Takijirō Ōnishi    | 15 janvier 1941                  |                                                                                     |
| 2 | Contre-amiral             | Munetaka Sakamaki  | 10 février 1942                  |                                                                                     |
| 3 | Contre-amiral Vice-amiral | Yoshimasa Nakahara | 24 décembre 1942 1 novembre 1943 | Chef d'état-major de la flotte de la zone sud-est                                   |
| 4 | Contre-amiral             | Ryūnosuke Kusaka   | 29 novembre 1943                 | Chef d'état-major de la flotte de la zone sud-est                                   |
| 5 | Contre-amiral             | Sadatoshi Tomioka  | 6 avril 1944                     | Chef d'état-major de la flotte de la zone sud-est                                   |
| 6 | Vice-amiral               | Naosaburō Irifune  | 7 novembre 1944                  | Chef d'état-major de la flotte de la zone sud-est Commandant de la 8e force de base |
| 6 | Vice-amiral               | Naosaburō Irifune  | 1er décembre 1944                | Chef d'état-major de la flotte de la zone sud-est                                   |